# 風早実秋
風早実秋（かざはや さねあき、宝暦9年（1759年）12月8日 - 文化13年（1816年）7月1日）は、江戸時代後期の公卿。

## 官歴
- 明和2年（1765年）：従五位下
- 明和9年（1772年）：従五位上、上野権介
- 安永5年（1776年）：正五位下
- 安永6年（1777年）：右権少将
- 安永8年（1779年）：従四位下
- 天明2年（1782年）：従四位上
- 天明5年（1785年）：正四位下
- 天明8年（1788年）：右権中将
- 寛政元年（1789年）：従三位
- 寛政5年（1793年）：正三位
- 享和3年（1803年）：参議、大歌別当
- 文化元年（1804年）：従二位、踏歌外弁
- 文化10年（1813年）：権中納言
- 文化12年（1815年）：正二位

## 系譜
- 父：風早公雄
- 子：風早公元